# David Aaronovitch
David Aaronovitch, född 8 juli 1954, är en brittisk författare, regissör, journalist och politisk aktivist. Han föddes i en judisk familj och har skrivit för The Guardian och är numera krönikör i The Times. Han är författare till böckerna Paddling to Jerusalem: An Aquatic Tour of Our Small Country (2000) och Voodoo Histories: the role of Conspiracy Theory in Modern History (2009). Dessutom har han gjort flera filmer. 2001 vann han Orwellpriset för politisk journalistik. 

## Filmer och böcker
- Paddling to Jerusalem: An Aquatic Tour of Our Small Country (Fourth Estate, 2000) ISBN 978-1-84115-540-1
- No Excuses For Terror, en 45-minuters dokumentärfilm som kritiserar hur de antiisraeliska attityderna på högerkanten och vänsterkanten i politiken har kommit att dominera den mediala och politiska diskursen[4].
- Blaming the Jews, en 45-minuters dokumentärfilm som utvärderar de antisemitiska attityderna i arabisk media och kultur.
- God and the Politicians, 28 september 2005, en dokumentärfilm som undersöker den växande religiösa influensen på den brittiska politiken.
- Voodoo Histories: The Role of Conspiracy Theory in Shaping Modern History, Jonathan Cape, 2009, ISBN 978-0-224-07470-4[14]